# List od Anny
List od Anny – polski film telewizyjny z 2010 roku w reżyserii i według scenariusza Andrzeja Tomczaka. Film dla widzów od lat 12.
- Współpraca: Tomasz Szamałek, Artur Ozimkiewicz, Robert Erdmann

## Fabuła
Film opowiada o czteroletnim chłopcu który otrzymuje list z propozycją przystąpienia do programu lojalnościowego od osoby posługującej się imieniem Anna. Autor podąża tropem nadawcy, chcąc dowiedzieć się, skąd firma ma dane osobowe dziecka.

## Nagroda i wyróżnienia
Autor reportażu Andrzej Tomczak, dziennikarz TVP, redaktor Magazynu Ekspresu Reporterów został w 2011 laureatem Nagrody SDP im. Eugeniusza Kwiatkowskiego za dziennikarstwo ekonomiczne za reportaż „List do Anny” i „Franczyza”. Otrzymał też wyróżnienie za ten reportaż na Festiwalu Camera Obscura w Bydgoszczy w 2011.